# Plaveč (Eslováquia)
Plaveč é um município da Eslováquia, situado no distrito de Stará Ľubovňa, na região de Prešov. Tem 16,68 km² de área e sua população em 2018 foi estimada em 1.808 habitantes.

## Demografia
| Ano:        | 1994 | 2004   | 2014   | 2024   |
| ----------- | ---- | ------ | ------ | ------ |
| Broj ljudi: | 1817 | 1857   | 1835   | 1775   |
| Razlika:    |      | +2,20% | -1,18% | -3,26% |

| Ano:               | 2023 | 2024   |
| ------------------ | ---- | ------ |
| Número de pessoas: | 1770 | 1775   |
| Diferença:         |      | +0,28% |